# Fleur de liberté
"Fleur de liberté" (tradução portuguesa: "Flor da liberdade") foi a canção que representou a Bélgica no Festival Eurovisão da Canção 1974, interpretada em francês por Jacques Hustin.
A canção belga foi a 11.ª a ser interpretada na noite do evento, a seguir à canção "Celui qui reste et celui qui s'en va", interpretada por Romuald e antes da canção holandesa,"I See A Star", interpretada por Mouth & MacNeal. A referida canção tinha letra de Franck F. Gérald, música de Jacques Hustin e orquestração de Pierre Chiffre.
A canção da Bélgica terminou a competição, recebendo 10 pontos, classificando-se em nono lugar (entre 17 países).
A canção é uma balada com cáracter religioso, na qual Hustin com a canção faz um aplo Jesus cristo para que regresse à Terra e ajude a humanidade.